# Nikolaus Wolcz
Nikolaus Wolcz, auch Niky oder Nicky Wolcz, (* 8. Januar 1944 in Timișoara, Königreich Rumänien) ist ein banatdeutscher Schauspieler, Regisseur und Choreograph.

## Leben
Wolcz studierte Schauspiel an der Theater-Hochschule in Bukarest, die er 1966 absolvierte, und arbeitete als Schauspieler, Lehrer, Regisseur und Choreograph in ganz Europa.
1996 ging er an die Columbia-Universität New York, dort inszenierte er Produktionen von Shakespeares Was ihr wollt, Bertolt Brechts Der kaukasische Kreidekreis (Regie gemeinsam mit Andrei Serban), Die kahle Sängerin von Eugène Ionesco und Carlo Gozzis Turandot (Regie gemeinsam mit seiner Frau Ulla (Ursula) Wolcz, die gleichfalls aus Siebenbürgen Kronstadt, stammt).
Zu seinen Regiearbeiten in Europa, insbesondere dem deutschen Sprachraum, gehören Macbeth, Samuel Becketts Warten auf Godot und Gustave Flauberts Die Versuchung des heiligen Antonius.
Als Musiktheaterregisseur hat er Produktionen von W. A. Mozarts Don Giovanni, Die Zauberflöte, Ermanno Wolf-Ferraris Il Campiello, Giacomo Puccinis La Bohème und Gaetano Donizettis Roberto Devereux (wiederum mit Andrei Serban) erarbeitet. 2003 erfolgte sein Debüt an der Metropolitan Opera, New York City mit seiner Choreographie für die Einstudierung von Hector Berlioz’ Benvenuto Cellini. Gounods Faust choreografierte er an der Met im Frühjahr 2005.
Wolcz leitet Workshops zu Themen wie Commedia dell’arte, Biomechanik, Allegorisches Theater und Dada Theater.
2005 gründete er zusammen mit Ulla Wolcz und einigen ehemaligen Studenten der Columbia-Universität das experimentelle Theater „Kuden“.